# Ширинкина, Мария Вадимовна
Мари́я Вади́мовна Шири́нкина (в замужестве — Шкляро́ва, род. 18 апреля 1987, Пермь) — российская артистка балета, первая солистка Мариинского театра и приглашённая солистка Баварского государственного балета.

## Биография
Родилась в Перми, училась в Пермском хореографическом училище у Нинели Сильванович. После выпуска в 2006 году была принята в балетную труппу Мариинского театра. В 2011 году после дебюта в партии Джульетты в балете Леонида Лавровского «Ромео и Джульетта» получила статус второй солистки. Гастролировала с балетом Мариинского театра в США, Китае, Японии, Европе.
В сентябре 2016 года Ширинкина и её муж Владимир Шкляров взяли годичный творческий отпуск и по приглашению Игоря Зеленского присоединились к труппе Баварского балета (Мюнхен, Германия). Вернулись в Санкт-Петербург в 2017 году, но продолжали выступать в Мюнхене в качестве приглашённых артистов.
В 2019 году стала первой солисткой балета Мариинского театра.

### Личная жизнь
В разводе. Была замужем за артистом балета Владимиром Шкляровым (1985—2024). У супругов есть сын Алексей, который родился в феврале 2015 года, за два дня до 30-летия отца, и дочь Александра.

## Репертуар
Главные партии в классических балетах «Сильфида», «Жизель», «Спящая красавица», «Раймонда», «Шопениана», «Жар-птица», «Щелкунчик», «Бахчисарайский фонтан», в балетах Баланчина «Аполлон», «Симфония до мажор» (I часть), «Тема с вариациями», «Драгоценности» («Изумруды» и «Рубины»), «Шотландская симфония»; соло в балете Джерома Роббинса «В ночи», «Золушка» Алексея Ратманского и другие. В июне 2016 года исполнила партию Никии (картина «Царство теней») в Екатеринбургском театре оперы и балета, затем дебютировала в «Баядерке» в Мюнхене.